# Grästorp, Jönköping
Grästorp är ett bostadsområde i södra delen av tätorten Jönköping, nordost om Hovslätt. Området delas in i Norra Grästorp och Södra Grästorp.

## Norra Grästorp

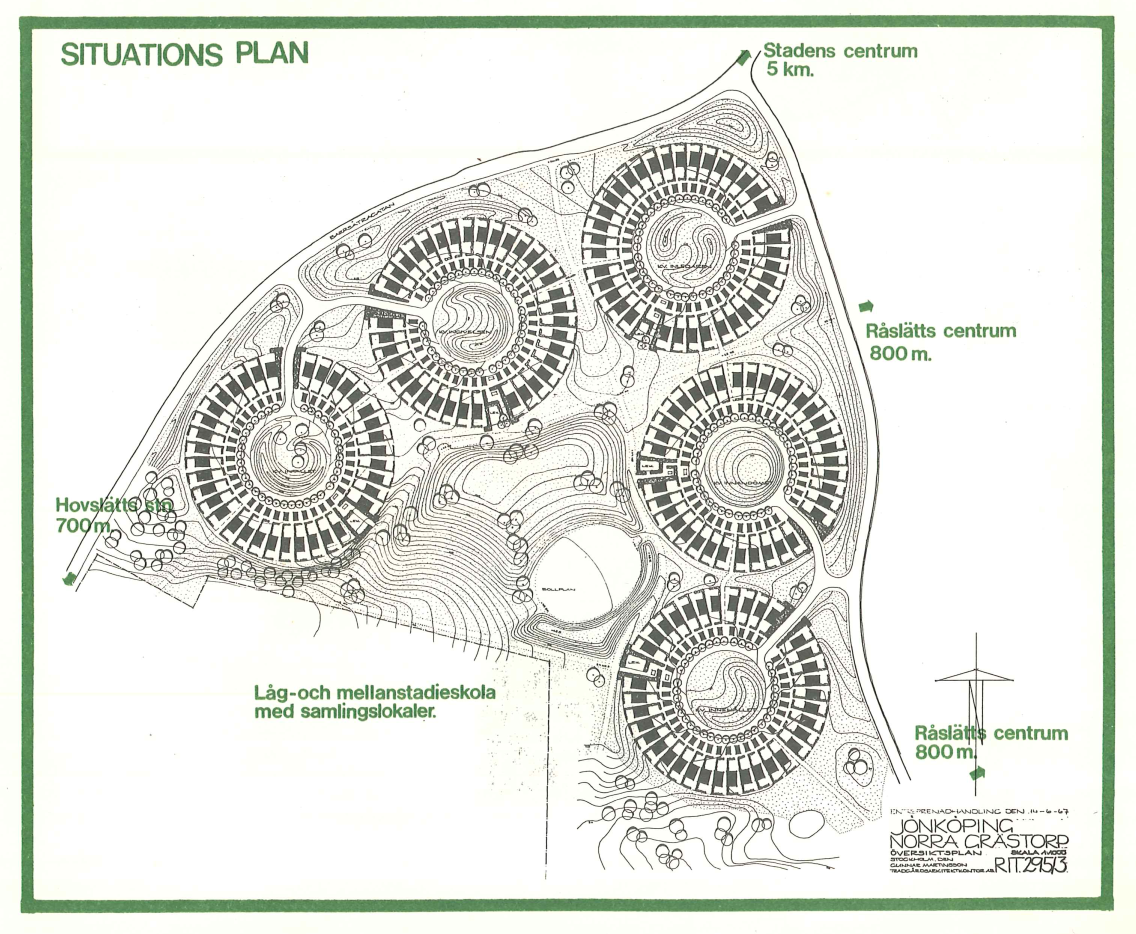
Situationsplan över Norra Grästorp

Planen och husen på Norra Grästorp ritades av Carl-Ivar Ringmar och tilldelades Träpriset 1970. Områdets består av fem ringar med 36 småhus i varje och kallas därför ofta Ringarna. Området byggdes 1968-1972 och består av lådformade hus i två plan, cirka 140 m² stora. Höjdplacering och typ av hus är anpassat till terrängen, det finns fem olika hustyper där det förekommer såväl typer med två hela plan som suterrängvarianter. Färgsättningen på husen består av en basfärg i brun eller naturligt trä och där varje ring sedan har sin specifika accentfärg (en gul, en blå, en grön och två röda) på bland annat fönsterkarmar, dörrar och garage. Ringarna består av fristående hus där varje ring har en inre ring med garage som skiljs från husens tomter med en halvprivat gångväg. Varje ring har även en gemensam gård i ringens mitt.

## Södra Grästorp
Södra Grästorp byggdes 1975 och består av cirka 200 fristående hus och radhus.    

## Kommunikation
Området  trafikeras av linjebussar som går mellan Jönköping och Norrahammar.